# Субирац, Хавьер
Хавьер Субирац Эрнандес (исп. Javier Subirats Hernández; род. 2 октября 1957 года) — испанский футболист, игравший на позиции полузащитника.
Большую часть своей футбольной карьеры Субирац провёл в «Валенсии». В течение 11 сезонов он провёл за этот клуб в Ла Лиге 250 игр, забив при этом 24 гола.

## Карьера игрока
Хавьер Субирац родился в валенсийском городе Патерна. Как футболист он сформировался, занимаясь в местном клубе «Валенсия». 29 января 1978 года Субирац дебютировал в Ла Лиге, появившись на поле в победном (2:1) выездном матче с «Кадисом». Он закончил свой первый сезон на высшем уровне с 8 играми в сумме (в семи из них он выходил на замену).
В сезоне 1978/1979 Субирац был отдан в аренду «Жироне», выступавшей тогда в Сегунде B, так как должен был пройти обязательную военную службу в этом городе. Вернувшись в «Валенсию», Субирац сразу же стал важным игроком основного состава, отыграв пять матчей и забив один гол в победном для его команды розыгрыше Кубка обладателей кубков 1979/1980. В том числе он провёл 112 минут в финале против лондонского «Арсенала» (0:0, победа валенсийцев в серии послематчевых пенальти).
В сезоне 1986/1987 Субирац показал лучший результат в своей карьере: 41 матч и шесть голов, что помогло «Валенсии» выиграть Второй дивизион. Он закончил свою карьеру игрока с 354 официальных матча за «Валенсию». Субирац сделал это в 1992 году в возрасте почти 35 лет, проведя по сезону в небольших валенсийских командах «Ориуэла Депортива» (Сегунда) и «Гандиа» (Сегунда B).

## Тренерская и управленческая карьера
После завершения карьеры игрока Субирац начал работать в юношеской секции «Валенсии». В сезоне 1996/1997 он впервые занял пост главного тренера профессиональной команды, возглавив «Вильярреал», выступавший тогда в Сегунде. Под его руководством клуб провёл 20 матчей, в шести из которых победил, четыре свёл к ничьей и десять проиграл.
Затем Субирац вернулся в «Валенсию» в качестве спортивного директора. Во многом благодаря его деятельности клуб сумел в 2000-х дважды выиграть чемпионат Испании и взять Кубок УЕФА в сезоне 2003/2004. Произошло это, когда главным тренером «Валенсии» был Рафаэль Бенитес, назначение которого было личным выбором Субираца. Впоследствии он работал в том же качестве в ещё одном клубе из его родного региона — «Эркулесе», который по итогам сезона 2004/2005 вышел в Сегунду. Тренировал команду тогда Хуан Карлос Мандия. Он пришёл на смену Хосе Карлосу Гранеро в 2004 году. А в период этой тренерской перестановки Субирац исполнял обязанности главного тренера «Эркулеса» в двух матчах.
В сезоне 2005/2006 Субирац вернулся в «Валенсию» в качестве спортивного директора, при этом продолжая работать с «Эркулесом» на протяжении следующих двух лет.

## Достижения
Валенсия
- Кубок обладателей кубков УЕФА: 1979/1980[3]
- Суперкубок УЕФА: 1980[11]
- Второй дивизион: 1986/1987[4]